# Gangawati
Gangawati é uma cidade e uma city municipal council no distrito de Koppal, no estado indiano de Karnataka.

## Geografia
Gangawati está localizada a 15° 26′ N, 76° 32′ L. Tem uma altitude média de 406 metros (1332 pés).

## Demografia
Segundo o censo de 2001, Gangawati tinha uma população de 93 249 habitantes. Os indivíduos do sexo masculino constituem 51% da população e os do sexo feminino 49%. Gangawati tem uma taxa de literacia de 57%, inferior à média nacional de 59,5%: a literacia no sexo masculino é de 67% e no sexo feminino é de 48%. Em Gangawati, 15% da população está abaixo dos 6 anos de idade.